# Höstlång

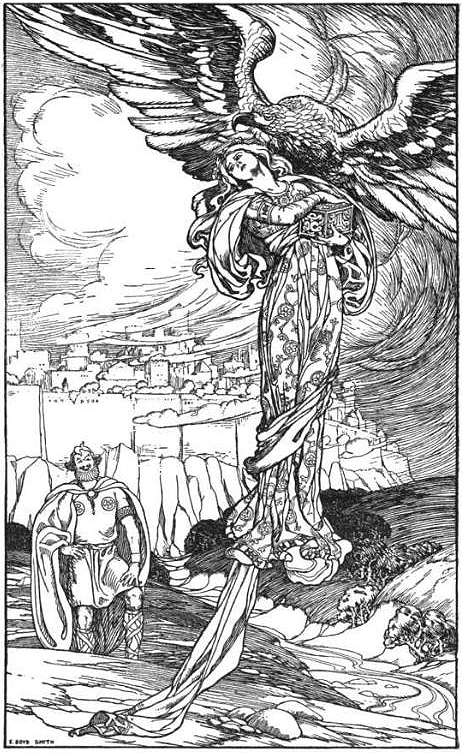
Höstlång skildrar bland annat myten om hur gudinnan Idun som ägde den eviga ungdomens äpplen, fördes bort av en jätte i örnhamn. Illustration av Elmer Boyd Smith. (1902)

Höstlång (fornnordiska Haustlǫng) var en drapa som skapades av  Tjodolf av Hvin i början av 900-talet. Sammanlagt 20 strofer ur två balkar (avsnitt) av drapan har bevarats i Snorre Sturlassons Skaldskapens språk (Skáldskaparmál), kapitel 17 och 22. Dikten är den äldsta skriftliga källan som nämner Loke. 
Kvädet, som varit en skölddrapa, har beskrivit olika mytologiska bilder som funnits målade eller utsirade på en sköld som Tjodolf fått i gåva av den vise och lagkloke Þorleifr hinn spaki Hǫrðakárason, som flera gånger nämns i dikten. Drapan har rimligen innehållit lika många balkar som det funnits mytologiska framställningar på skölden, men hur många det har varit är i dag omöjligt att veta. De två partier som bevarats återger berättelsen om jätten Tjatse som rövade bort Idun, och som Loke måste återbörda till Asgård för att inte mista sitt eget liv (13 strofer), samt myten om Tors kamp mot Rungner, den starkaste bland jättarna (7 strofer). Diktens namn Haustlǫng (på svenska: som varar hela hösten; höstlång) förklaras inte i källorna, men antas ha syftat på att skalden arbetat hela långa hösten med sin tackdikt.
Andra dikter som  Húsdrápa och Ragnarsdrápa, beskriver konstverk med liknande motiv från fornnordisk mytologi. Húsdrápa av skalden Ulf Uggason skildrar bland annat en strid mellan Loke och Heimdall. Idun, som omtalas i en av Höstlångs två delvis bevarade balkar, är annars en sällsynt figur i källorna, vilket kan tyda på att hennes myt tillhör ett äldre tidsskikt.